# Allocolaspis
Allocolaspis is een geslacht van kevers uit de familie bladkevers (Chrysomelidae).
De wetenschappelijke naam van het geslacht werd in 1950 gepubliceerd door Bechyne.

## Soorten
- Allocolaspis mariara Bechyne, 1997